# 交通システム電機
交通システム電機株式会社（こうつうシステムでんき）は日本の製造業者である。主に信号機を扱っており、音響装置付の視覚障害者用付加装置の信号機を生産する。
その他、鉄道保安機器やパーキングチケット・メーターなどの公共性の強い製品も多く扱っている。一般機器としては降雪検知器があり、北海道や新潟などの降雪量の多い地方で、間近に目にすることが出来る。また、防犯カメラシステムを駐車場等の公共施設を中心に多数設置している。
特筆すべき点としては、2005年10月に大阪心斎橋に設置された、日本初のアイドリングストップ表示機は、同社が開発したものである。これは、2004年のITS世界会議（愛知・名古屋）にも展示されたものを、日本語表示にしたものである。

## 沿革
- 1937年 - 東京都品川区東品川にて、東京鋏工業株式会社として創立
- 1954年 - 陸運機材工業株式会社へ改称
- 1962年 - 陸運工業株式会社へ改称、本社を東京都世田谷区代田に移転
- 1964年 - 陸運電機株式会社へ改称、本社を東京都新宿区柏木に移転
- 1967年 - 東京都新宿区百人町に本社工場を移転
- 1969年 - 東京都練馬区氷川台に本社および工場を移転
- 1987年 - 東京都立川市栄町に本社および工場を移転
- 1990年 - 東京都立川市幸町に本社および工場を新設移転
- 1998年 - 東京都新宿区高田馬場に本社を移転
- 1999年 - 交通システム電機株式会社へ改称